# Dorotea de Baviera
La princesa Dorotea de Baviera (en alemán: Dorothea, Prinzessin von Bayern; 25 de mayo de 1920 - 5 de julio de 2015) fue miembro de la Casa de Wittelsbach y princesa de Baviera por nacimiento. A través de su matrimonio con el archiduque Godofredo de Austria, Dorotea fue miembro de la Casa de Habsburgo-Toscana. Dorotea fue por matrimonio la Gran Duquesa titular de Toscana desde el 8 de noviembre de 1948 hasta el 21 de enero de 1984.

## Familia
Dorotea nació en el castillo de Leutstetten, Starnberg, Baviera. Era la quinta hija y cuarta mujer del príncipe Francisco María de Baviera y su esposa, la princesa Isabel Antonia de Croÿ.

## Matrimonio y descendencia
Dorotea se casó con el archiduque Godofredo de Austria-Toscana, hijo mayor del archiduque Pedro Fernando de Austria-Toscana y su esposa la princesa María Cristina de Borbón-Dos Sicilias, el 2 de agosto de 1938 civil y religiosamente al día siguiente en Sárvár, Hungría. Dorothea y Godofredo tuvieron cuatro hijos:
- Archiduquesa Isabel Dorotea Josefa Teresa Ludmila de Austria, princesa de Toscana (nacida el 2 de octubre de 1939 en Achberg), casado el 28 de abril de 1965 en Salzburgo con el barón Federico Huberto von Braun (nacido el 26 de diciembre de 1934 en Ratisbona), se divorciarán pocos años después. De esta unión nacieron tres hijos:
  - Bernadette Edler von Braun (21 de julio de 1966 en Bad Godesberg)
  - Dominico Edler von Braun (21 de septiembre de 1967 en Bad Godesberg)
  - Félix Edler von Braun (23 de abril de 1970 en Bad Ischl)
- Archiduquesa Alicia María Cristina Margarita Antonieta Josefa Rosa Elena Adelgunda Leonor de Austria, princesa de Toscana (nacida el 29 de abril de 1941 en el castillo de Leutstetten), se casó el 7 de mayo de 1970 en Bergheim, con el barón Víctor Manno (nacido el 31 de julio de 1938 en Cuneo, Italia), se divorciarán años después. De esta unión nacieron tres hijos:
  - Leopoldo Manno (nacido y muerto en 1971)
  - Domitila Manno (nacida en 1974)
  - Nicolás Manno (nacido en 1977)
- Archiduque Leopoldo Francisco de Austria, Príncipe de Toscana (nacido el 25 de octubre de 1942), se casó con la princesa Leticia de Arenberg, por lo civil el 19 de junio de 1965 en San Gilgen y por iglesia el 28 de julio en Menetou-Salon, tuvieron dos hijos, se divorciaron en 1981:
  - Gran duque Segismundo de Toscana (21 de abril de 1966), casado y con descendencia.
  - Archiduque Guntrán María de Austria-Toscana (21 de julio de 1967), casado y con descendencia.

Se casó en segundas nupcias el 18 de junio de 1993 con Marta Pérez Valverde, por dicha razón renunció a sus derechos al trono de Toscana a favor de su hijo mayor Segismundo, actual jefe de la Casa de Habsburgo-Toscana. Leopoldo Francisco y Marta se divorciaron en 1998, sin descendencia.
- Archiduquesa María Antonieta Cristina Josefa Rosa Margarita Pía Angela Teresa Gabriela Isabella Ludmila Zita Ruperta de Austria, princesa de Toscana (nacida el 16 de septiembre de 1950),  se casó el 29 de mayo de 1974 en Salzburgo con Hans Nattermann (nacido el 7 de marzo de 1938), Barón von Pruff de Irnich. De esta unión nacieron dos hijos:
  - Maximiliano Godofredo Leopoldo zu Irmich (24 de febrero de 1976)
  - Juana Margarita zu Irmich (27 de junio de 1979).

## Muerte y funeral
Dorotea murió en Salzburgo el 5 de julio de 2015, sobrevivió a todos sus hermanos. Su funeral se celebra el 17 de julio en la iglesia parroquial de St. Erhard en Salzburg-Nonntal y al día siguiente se da la absolución en la iglesia parroquial de San Gilgen, seguido del entierro en el cementerio de la ciudad, donde descansa con su esposo y otros miembros de la Casa de Austria-Toscana.